# Lúpulo
Lúpulo, ou pé-de-galo, é uma liana, angiosperma, da espécie Humulus lupulus, da família Cannabaceae, nativa da Europa, Ásia ocidental e América do Norte. É uma planta dioica, perene, herbácea, que cresce brotos no início da primavera e definha como um rizoma endurecido no inverno. Sendo uma trepadeira, tem capacidade de crescer em torno de 4,6 a 6,1 metros. Possui flores polinizadas pelo vento que atraem borboletas.
O lúpulo é tradicionalmente usado, junto com o malte (grão maltado), a água e a levedura, na fabricação de cerveja. No calor do cozimento da mistura, o lúpulo libera suas resinas de sabor amargo, dando à cerveja sabor característico.
O lúpulo é um conservante natural, sendo essa uma das principais razões para ser adotado na produção de cerveja. O lúpulo era adicionado diretamente ao barril de cerveja após a fermentação para mantê-la fresca enquanto era transportada. Foi assim que um estilo particular de cerveja surgiu, a India Pale Ale. Na virada do século XVIII, os cervejeiros britânicos começaram a enviar cerveja forte, com muito lúpulo adicionado aos barris para preservar a bebida durante a viagem de vários meses para a Índia. No final da viagem, a cerveja acabava adquirindo grande intensidade de aroma e sabor de lúpulo. Perfeito para satisfazer a sede do pessoal britânico nos trópicos.

Além de um constituinte da cerveja, o lúpulo é cultivado como trepadeira ornamental em jardins em áreas subtropicais e temperadas. Também é usado em pequena escala na alimentação, produzindo o chamado "aspargo de lúpulo". H. lupulus contém mirceno, humuleno, xantohumol, mircenol, linalol, tanino e resina.

## Etimologia
O nome do gênero, Humulus, teve origem na Idade Média, tendo sido, em algum momento, latinizado depois de ter sido emprestado de alguma fonte alemã que continha o grupo consonantal h•m•l, como no baixo-médio-alemão homele. De acordo com o iranista soviético Vasily Abaev, a palavra pode ser de origem sármata, derivando do proto-iraniano hauma-arayka, um haoma ariano. Dos dialetos sármatas, o termo teria se espalhado pela Eurásia, criando um grupo de palavras aparentadas nas línguas turcomanas, fino-úgricas, eslavas e germânicas.
Já o termo lupulus é a palavra latina para "pequeno lobo". O nome se refere à tendência da planta de estrangular outras plantas, especialmente Salix viminalis, como o lobo faz com a ovelha.

## Variedades
- Humulus lupulus var. lupulus. Europa, Ásia Ocidental.
- Humulus lupulus var. cordifolius. Ásia Oriental.
- Humulus lupulus var. lupuloides (sin. H. americanus). Região Oeste da América do Norte.
- Humulus lupulus var. neomexicanus. Região Leste da América do Norte.
- Humulus lupulus var. pubescens. Região Central da América do Norte.

## Cultivo

### Histórico
A primeira citação do uso do lúpulo na elaboração de cervejas é encontrada na epopeia nacional da Finlândia, o Kalevala, compilado por Elias Lönnrot. Esta epopeia remonta a períodos anteriores a 1000 A.C., porém a compilação dos poemas ocorreu apenas a partir do século 19, o que pode ser um fator subjetivo para ela ser considerada como a primeira referência do uso do lúpulo.

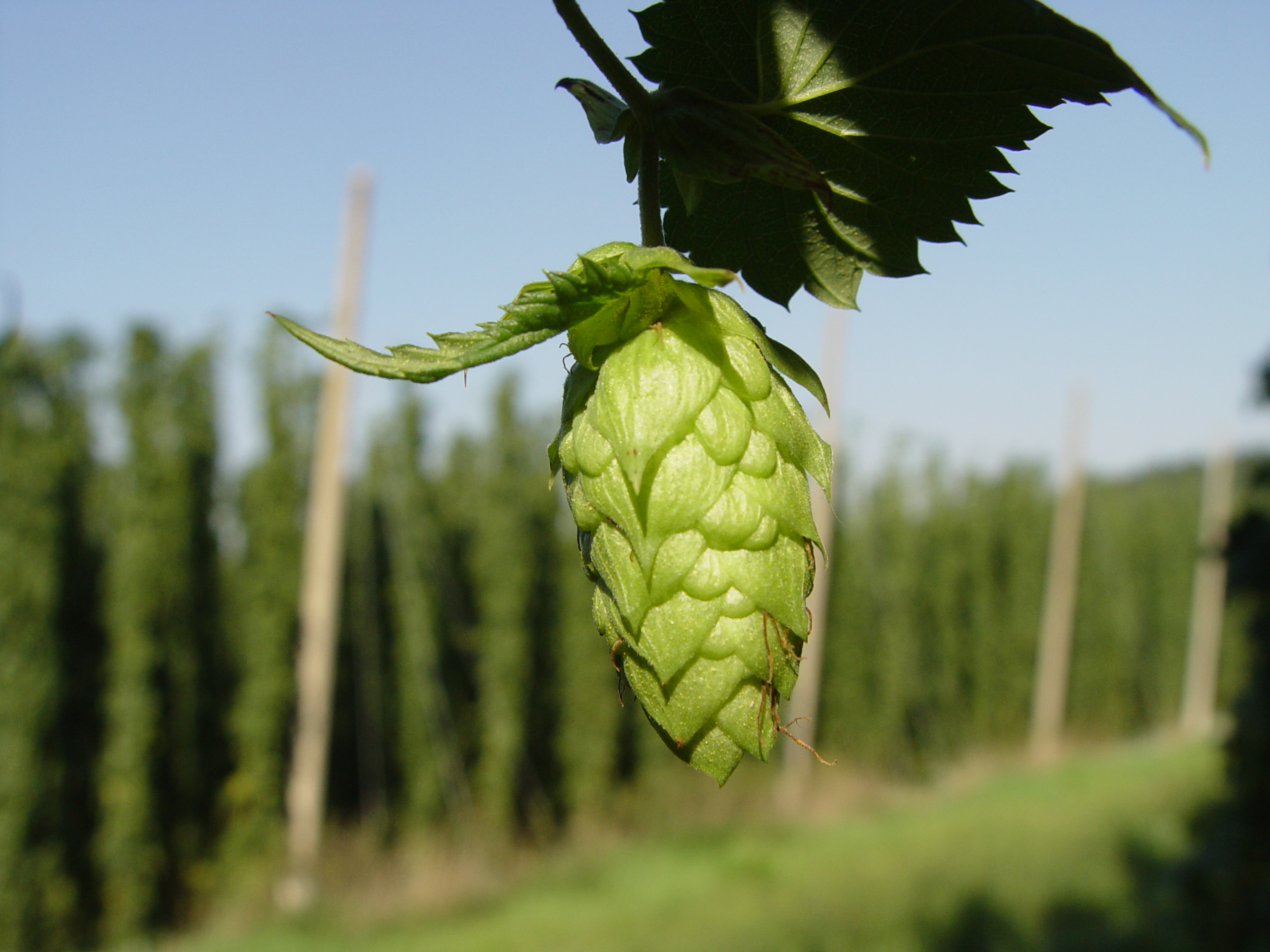
Cultivo de lúpulo em Hallertau

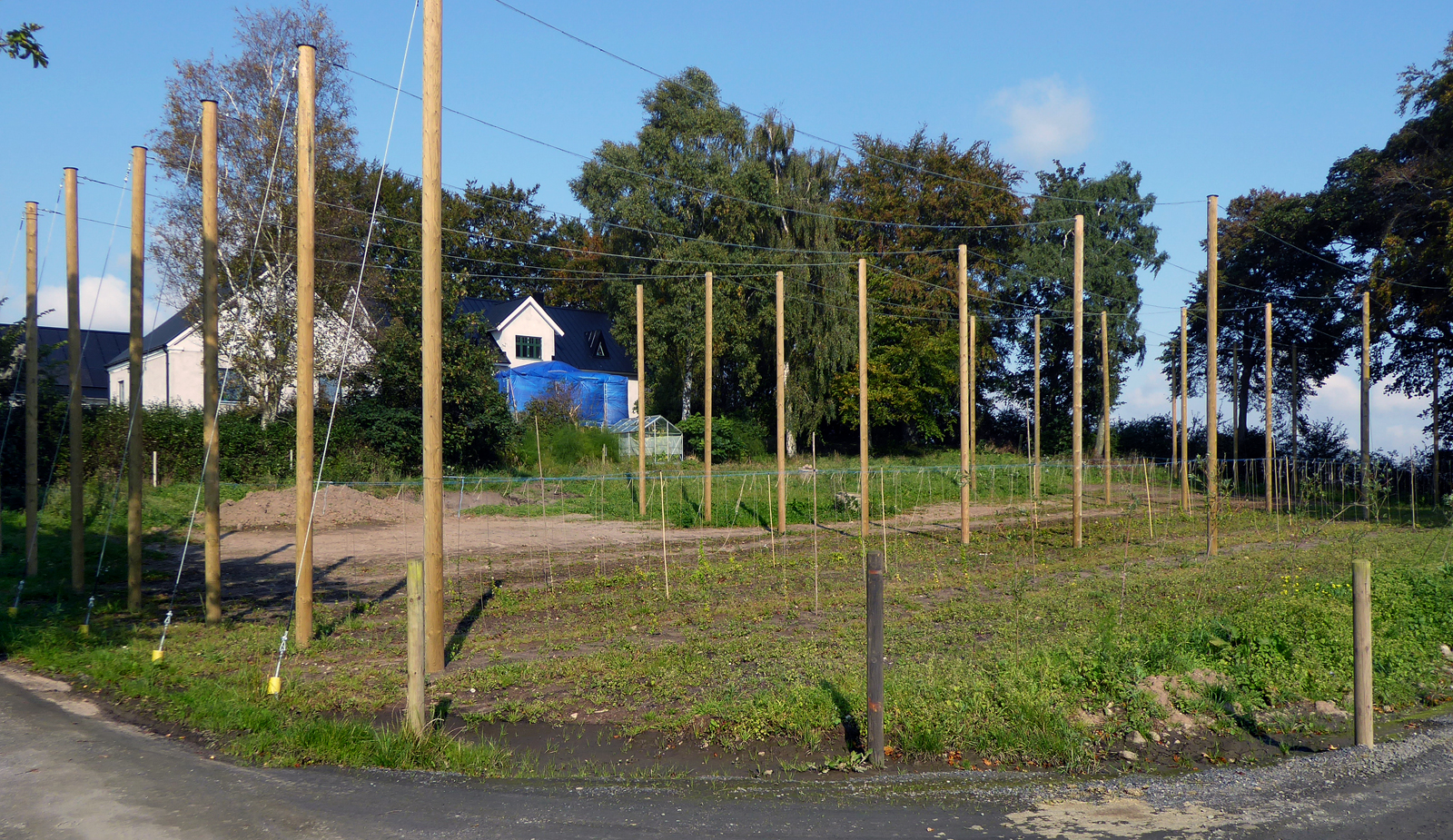
Cultivo de lúpulo em Ystad 2017.

A evidência mais aceita do primeiro campo de cultivo de lúpulo data de 736, no jardim de um prisioneiro de origem eslava, próximo ao distrito de Gensenfeld, em Hallertau, na atual Alemanha. Em 1067, Hildegard Von Bingen descreveu as qualidades do lúpulo para o uso na fabricação de cervejas, escrevendo: "Se alguém decide preparar cervejas com aveia, deve utilizar lúpulo." Em 1516, o duque Guilherme IV da Baviera, instituiu uma lei, conhecida como Lei de Pureza da Cerveja, Reinheitsgebot, que determinava que os únicos ingredientes utilizados na elaboração fossem a água, malte e lúpulo.
O lúpulo foi introduzido nas cervejas da Inglaterra no início do século XVI. Nos Estados Unidos, o cultivo começou em 1629, no estado de Virgínia Ocidental, onde hoje é o Distrito de Columbia e a cidade de Washington.
Até a chegada da mecanização (no final dos anos 1960 no caso do Reino Unido), a necessidade de grande quantidade de mão de obra durante o período da colheita fazia com que a colheita de lúpulo tivesse um grande impacto social. Muita da mão de obra em Kent provinha de região londrina de East End: para eles, a migração anual não significava apenas dinheiro para a família, mas também descanso da sujeira e poluição de Londres. Famílias inteiras chegavam em trens especiais e moravam em cabanas durante a maior parte do mês de setembro. Até mesmo as menores crianças ajudavam na colheita. Em Kent, as áreas de produção de lúpulo tinham oast houses, casas onde o lúpulo era secado. Muitas delas são, atualmente, residências. A imagem de colheitadores cockneys sob o céu azul de setembro durante a Batalha da Grã-Bretanha em 1940 se tornou parte da mitologia nacional britânica. Os ciganos também eram um expressivo grupo entre os colheitadores de lúpulo.
Atualmente, os principais centros de produção do Reino Unido encontram-se em Kent (que produz o lúpulo Kent Golding) e Worcestershire. Nos Estados Unidos, o principal centro de produção é o estado de Washington. Outras importantes áreas de cultivo incluem Bélgica, Alemanha, República Tcheca, Xinjiang (China), Tasmânia (Austrália), a região de Lublin (Polônia) e Chuvashia (Rússia).  Nova Zelândia é referência na produção de lúpulo orgânico.

### Propagação e pragas
O lúpulo europeu é propagado em viveiros ou por estaquia. Ele é colocado em montes formados em buracos na primavera que são preenchidos com compostagem de folhas. A densidade dos buracos varia entre três e cinco buracos por metro quadrado. Uma, duas ou três plantas são colocadas em cada monte. Se o lúpulo cresce por estaquia, quatro ou cinco plantas, com de sete a dez centímetros de comprimento, são plantadas com profundidade de três a cinco centímetros na compostagem.
O cultivo de lúpulo, embora seja lucrativo quando bem-sucedido, é arriscado, com várias pragas de insetos, incluindo Ostrinia nubilalis e Aphrophora interrupta. Plantações de lúpulo em solos calcários são particularmente sujeitas a problemas. Em junho e julho, o lúpulo pode ser atacado por um afídeo, Myzus humuli. Este inseto, entretanto, não ameaça o crescimento da planta, a não ser que ela já esteja debilitada por dano à raiz causada pela larva de Phalaena humuli. As raízes também podem ser atacadas pelas larvas de Pharmacis lupulina, Hepialus humuli e Triodia sylvina. As folhas são, por vezes, comidas pelas larvas de outros lepidópteros, como Inachis io, Polygonia c-album, Phlogophora meticulosa, Eupithecia assimilata, Saturniidae, Naenia typica e Orthosia gothica.

### Colheita
No fim do primeiro ano, é necessário colocar paus nos montes, por onde o lúpulo irá crescer. No fim do segundo ano, paus maiores, medindo entre cinco e seis metros de comprimento, servirão de apoio para o lúpulo crescer até um comprimento de quinze metros. Cada monte deverá ter dois paus. Cada pau deverá abrigar duas plantas de lúpulo.
No hemisfério norte, o lúpulo começa a florescer por volta do fim de junho ou começo de julho. Nesse ponto, os paus estão inteiramente cobertos pela folhagem, e as flores pendentes aparecem em cachos. O lúpulo propriamente dito, que é o fruto escamoso das plantas fêmeas, é colhido manualmente quando a semente se forma, por volta do fim de agosto. Para isso, os paus são removidos junto com as plantas. Os frutos são, então, secos, expostos ao ar por alguns dias, e embalados em sacos para ser enviados ao mercado.

## Utilização na cerveja
A utilização na cerveja é o maior uso comercial do lúpulo. A flor de Humulus lupulus é utilizada como condimento e conservante em quase todas as cervejas hoje em dia.
As resinas do lúpulo são compostas por dois principais ácidos: alfa ácidos e beta ácidos.
- Ácidos alfa têm um leve efeito antibiótico/bacteriostático contra bactéria Gram-positiva, e favorecem a atividade exclusiva da levedura durante a fermentação da cerveja. Os alfa ácidos são responsáveis pelo sabor amargo na cerveja, porém o mesmo é insolúvel em água até ser isomerizado pela ebulição do mosto. Quanto maior o tempo de ebulição, maior o percentual de isomerização e mais amarga a cerveja será. No entanto, os óleos que contribuem com sabores e aromas característicos são voláteis e se perdem em grande quantidade durante longas fervuras. Há muitas variedades de lúpulo, mas estes podem ser divididos em duas categorias gerais: Amargor e Aroma. Lúpulos de amargor são ricos em ácidos alfa, cerca de 10 por cento de seu peso.[5] Lúpulos de aroma contêm geralmente menos, cerca de 5 por cento e produzem um sabor e aroma mais desejável à cerveja. Muitas variedades estão no meio termo e são utilizadas para ambos os fins. Lúpulos de amargor são acrescentados no início da ebulição e fervidos durante cerca de uma hora. Lúpulos de Aroma são adicionados ao final da fervura e normalmente fervidos por 15 minutos ou menos. Adicionando diferentes variedades de lúpulo em diferentes momentos durante a fervura, um perfil mais complexo de lúpulo pode ser alcançado, fazendo com que a cerveja apresente um equilíbrio entre amargor, sabor e aroma.[5]
- Beta ácidos não isomerizam durante a fervura do mosto, e têm um efeito desprezível no sabor da cerveja. Em vez disso, eles contribuem para o aroma da cerveja; variedades de lúpulo com elevados níveis de beta ácidos são muitas vezes adicionados no final da fervura do mosto para conferir aroma. Beta ácidos, podem oxidar e dar origem a compostos como o dimetilsulfureto (DMS), que produz na cerveja sabores estranhos, como legumes podres ou milho cozido.[5]

## Produção
A produção mundial de lúpulo no ano de 2014, de acordo com dados da FAOSTAT, foi de 100 360 toneladas, sendo os principais produtores mundiais listados abaixo:
| Produção em toneladas. Ano 2014. Fonte: FAOSTAT (FAO) |                |             |
| País                                                  | Produção (ton) | Porcentagem |
| Alemanha                                              | 38 487         | 38,35%      |
| Estados Unidos                                        | 32 203         | 32,09%      |
| China                                                 | 7 656          | 7,63%       |
| Chéquia                                               | 6 202          | 6,18%       |
| Polónia                                               | 2 713          | 2,70%       |
| Coreia do Sul                                         | 2 010          | 2,00%       |
| Eslovênia                                             | 1 960          | 1,95%       |
| Albânia                                               | 1 700          | 1,69%       |
| Espanha                                               | 958            | 0,95%       |
| Nova Zelândia                                         | 838            | 0,83%       |
| Outros países                                         | 5 633          | 5,61%       |
| Total                                                 | 100 360        | 100%        |

O valor bruto da produção mundial, no ano de 2013 foi de 468,80 milhões de dólares dos Estados Unidos.

## Química
Lúpulo contém 8-prenilnaringenina, o mais potente fitoestrógeno conhecido.